# Ula malaisei
Ula malaisei är en tvåvingeart som beskrevs av Alexander 1965. Ula malaisei ingår i släktet Ula och familjen hårögonharkrankar. Inga underarter finns listade i Catalogue of Life.